# Playboy in prova
Playboy in prova (Can't Buy Me Love) è una commedia romantica per ragazzi americana del 1987 diretta da Steve Rash e con protagonisti Patrick Dempsey e Amanda Peterson in una storia su un nerd di una scuola superiore di Tucson, Arizona, che dà ad una cheerleader $1.000 per fingere di essere la sua ragazza per un mese.
Il titolo originale in inglese del film proviene da una canzone de i The Beatles chiamata allo stesso modo.

## Trama
Ronald Miller è un tipico nerd del liceo che vive nella periferia di Tucson, in Arizona. Egli ha passato tutta l'estate a tagliare i prati per risparmiare per comprarsi un telescopio. Al momento opportuno, fa un accordo con la sua vicina di casa, la popolare cheerleader Cynthia "Cindy" Mancini. Cindy aveva preso in prestito senza permesso il costoso vestito di sua madre, per poterlo indossare ad una festa: tuttavia Quint, uno degli altri invitati, le rovesciò accidentalmente del vino rosso sull'abito. Cindy accetta riluttante di aiutare Ronald a sembrare "figo" , fingendo di essere la sua ragazza per un mese per $1000, pur essendo già impegnata con un ragazzo di nome Bobby, che frequentava l'Università dell'Iowa.
Ronald mette quindi da parte i suoi leali amici nerd, per stare con i superficiali studenti "popolari" e si sottopone ad un completo makeover d'abbigliamento e capelli sotto la direzione di Cindy. Col tempo, tra i due nasce un legame. Lei gli permette di leggere una sua poesia a cui tiene molto. Lui invece le rivela i suoi interessi in astronomia e nei viaggi nello spazio. Nell'ultimo appuntamento prima della scadenza del "contratto", Cindy tenta di suggerirgli che le piacerebbe baciarlo, ma egli fraintende. Il giorno successivo a scuola, inscenano la loro "rottura" drammaticamente in pubblico, ma Ronald spinge le cose troppo oltre e dice alcune cose offensive su Cindy di fronte ai suoi amici. Ella diventa fredda e distante, e lo avverte che la popolarità è un duro lavoro ed egli ha bisogno di assicurarsi che egli "rimanga se stesso". Il giorno dopo, ella lo vede comportarsi in modo arrogante a scuola, e diventa gelosa quando lo vede flirtare con le sue migliori amiche Barbara e Patty.
Egli porta Patty al ballo scolastico, dove si esibisce in una danza che ha imparato da uno spettacolo culturale africano sulla televisione pubblica. All'inizio gli altri ragazzi sono disorientati, ma presto si uniranno a loro, e la nuova danza "alla moda" di Ronald aumenta ulteriormente la sua popolarità. Nella notte di Halloween, lui e alcuni altri ragazzi raggiungono la casa di Kenneth, il migliore amico di Ronald, dove gli altri testano la sua lealtà costringendolo a lanciare feci di cane contro l'edificio. Kenneth è in agguato e becca Ronald, ma lo lascia andare prima che suo padre possa chiamare la polizia. Il giorno dopo a scuola Kenneth ignora Ronald.
Alla festa di Capodanno a casa di Big John, Ronald inizia a bere e ha una tresca con Iris in bagno. Cindy, passando di lì, sente Ronald recitare ad Iris il suo poema speciale. Devastata, inizia a bere ancora di più. Successivamente il ragazzo di Cindy, Bobby, a sorpresa si presenta alla festa. Dopo aver saputo della sua "relazione" con Ronald, lui la lascia. Ella cerca di spiegare la situazione, ma lui se ne va. Arrabbiata e frustrata, ella racconta ai partecipanti tutta la verità. Rifiutato ed abbattuto, Ronald se ne va e trascorre la notte nel suo garage piangendo fino ad addormentarsi. Quando la scuola riprende, egli si ritrova ostracizzato sia dai "popolari", che dai nerd. I suoi tentativi di riconciliarsi con Cindy e Kenneth vengono respinti.
In seguito Ronald ha l'opportunità di riscattarsi. A Kenneth, che sta aiutando Patty con i suoi compiti di matematica, viene ordinato da Quint di tornare al suo lato della mensa se vuole evitare d'essere pestato. Ronald interviene, minacciando Quint che gli romperà il braccio se non lascia Kenneth in pace. Ronald sottolinea che loro erano tutti amici una volta: quando avevano nove anni, Quint cadde dalla loro casa sull'albero e si ruppe un arto. Kenneth e Ronald lo portarono in braccio per dodici isolati fino all'ospedale. Ronald confessa che era smanioso di far parte del gruppo dei "popolari", ma ha fatto casino quando ha cercato di comprarsi il consenso. Ronald continua dicendo che le dinamiche cool/nerd erano "tutte cazzate, è abbastanza dura essere anche solo se stesso", dopodiché se ne va. Quint si scusa con Kenneth e i due si stringono la mano mentre l'intera scuola applaude.
In seguito all'incidente, Cindy riconosce il valore umano di Ronald e dopo aver salutato gli amici, lo raggiunge sul sedile del suo tosaerba. Egli le chiede di andare al ballo e i due si baciano mentre la canzone dei The Beatles che dà il titolo originale al film fa da sottofondo, col tramonto a fare da cornice.

## Riconoscimenti
- 1988 - Young Artist Awards
  - Miglior giovane attore in un film commedia (Patrick Dempsey)